# Allen, Maryland
Allen är en så kallad census-designated place i Wicomico County i Maryland. Vid 2010 års folkräkning hade Allen 210 invånare.